# Provincia del Alto Sur (Maldivas)
La Provincia del Alto Sur fue una de las siete efímeras provincias de las Maldivas. Las provincias fueron creadas en un intento de descentralización por parte de la administración Nasheed en 2008. Fue gobernada por la ministra de Estado para asuntos domésticos, Ms. Thilmeeza Hussain. Rechazando este cambio, el Parlamento vio la abolición del sistema provincial en 2010, a través de un Acta de Descentralización nuevamente decretada. La formaban 2 atolones: Laamu y Thaa. Su capital era Thinadhoo. El censo de población de 2006 registró 19.275 habitantes.